# Ceràpodes
Els ceràpodes (Cerapoda) és un clade o subordre de l'ordre dels ornitisquis]. Són el grup germà dels tireòfors dins del clade dels genasaures. Se'ls subdivideix en dos o tres grups: els ornitòpodes, els paquicefalosaures i els ceratops. La seva característica distintiva és una capa gruixuda d'esmalt a la part interior de les seves dents inferiors.

## Taxonomia
Els ceràpodes es poden trobar dividits tant en dos com en tres grups. El primer d'aquests grups el constitueixen els ornitòpodes ("peu d'ocell"). Els altres dos grups són els Pachycephalosauria ("llangardaixos de cap gruixut") i Ceratopsia ("cares banyudes"). Aquests dos últims grups a vegades s'anomenen conjuntament marginocèfals per les seves característiques compartides que inclouen un escut ossi present a la part posterior del crani.
- Subordre Cerapoda
  - Stormbergia
  - Agilisaurus
  - Hexinlusaurus
  - Infraordre Ornithopoda
    - Família Hypsilophodontidae*
    - Família Hadrosauridae - (dinosaures amb bec d'ànec)

  - Infraordre Pachycephalosauria
  - Infraordre Ceratopsia - (dinosaures banyuts)

(Cerapoda basals per Butler, 2005)